# DJ Krush
DJ Krush, pseudonimo di Hideaki Ishi (石 英明?, Ishi Hideaki; Tokyo, 29 luglio 1962), è un disc jockey e produttore discografico giapponese.

## Biografia
Nei primi anni di vita lasciò la scuola per unirsi alla yakuza, la celebre mafia giapponese (curioso parallelismo con il gangsta rap). Dopo che vide un dito tagliato (appartenente ad uno dei suoi migliori amici) sulla sua scrivania decise di interrompere per sempre i rapporti con la malavita. Dopo aver visto il film Wild Style nei primi anni ottanta, si innamorò della cultura hip hop, comprò dei giradischi e iniziò ad imparare l'arte del turntablism. Nel 1987, insieme a Go Uemura e Takayosi Murota, formò il Krush Posse, che fece numerose comparse come gruppo nel 1992 e conquistò popolarità diventando il primo DJ in Giappone ad esibirsi con musicisti dal vivo. Il suo album di debutto, Krush, del 1994, fu seguito da altri otto. Lavora internazionalmente come produttore, re-mixer. Alcuni suoi lavori sono prodotti in collaborazione con DJ Shadow, altro pioniere del breakbeat e del trip hop.

## Discografia

### Album in studio
- Krush (1994)
- Strictly Turntablized (1994)
- Meiso (1995)
- Ki-Oku (1996) (con Toshinori Kondo)
- MiLight (1996)
- Kakusei (1998)
- Ga (1999) (con DJ Hide e DJ Sak, come Ryu)
- Zen (2001)
- The Message at the Depth (2002)
- Jaku (2004)
- Incunabula (2010) (con Bill Laswell, et al., come Method of Defiance)
- Nahariama (2013) (con Bill Laswell, et al., come Method of Defiance)
- Butterfly Effect (2015)
- Kiseki (2017)
- Cosmic Yard (2018)

### Singoli
- "Lost and Found" / "Kemuri" (1994) (con DJ Shadow)
- "A Whim" / "89.9 Megamix" (1995) (con DJ Shadow)
- "Big City Lover" (1995)
- "Dig This Vibe" (1995) (con Roni Size)
- "Meiso" (1996)
- "Headz 2 Sampler" (1996) (con Zimbabwe Legit)
- "Only the Strong Survive" (1996)
- "Milight" (1997)
- "Final Home" (1999)
- "Tragicomic" (2000) (con Aco e Twigy)
- "Never Too Soon" (1999) (con DJ Hide e DJ Sak, come Ryu)
- "Rhythm Asobi" (2000) (con DJ Hide e DJ Sak, come Ryu)
- "Supreme Team" b/w "Alepheuo" (2003)
- "Koufu no Tsubasa: Breathe of Wings" (2011)
- "Kuon: Far and Away" (2011)
- "Shuya no Chiheisen: Sleepless Horizon" (2011)
- "Kagi no Te: Phasic Swing" (2011)
- "Kouro: Optical Path" (2012)
- "Kuroi Ame: Black Rain" (2012)
- "Aoi Ame: Green Rain" (2012)
- "Genun: Passage of Time" (2012)
- "Kyofu: Conflicts" (2012)
- "Yushin: Brave Heart" (2012)
- "Shuen" (2014) (con Bill Laswell)

### Mixtapes
- Cold Krush Cuts (1997) (con DJ Food e Coldcut)
- Holonic-The Self Megamix (1997)
- Code 4109 (2000)
- OuMuPo 6 (2006)

### Raccolte
- Reload: The Remix Collection (2001)
- Stepping Stones: The Self Remixed Best: Lyricism (2006)
- Stepping Stones: The Self Remixed Best: Soundscapes (2006)

### EP
- Bad Brothers (1994) (con Ronny Jordan)
- The DJ Krush EP (1995)
- Meiso: Another Maze (1996)
- Selektions (1997)
- Code 1255 (1999) (con Gravity)
- Saihate (2016) (con Bill Laswell)

### In partecipazione
- Monday Michiru - "Cruel 2 Be Kind" from Double Image (1998)
- Luna Sea - "Sweetest Coma Again" and "Kiss" from Lunacy (2000)
- Ryūichi Sakamoto - "Zero Landmine" from Zero Landmine (2001)
- Yasushi Ide - "Black Night" (2006)
- DJ Kentaro - "Kikkake" from Contrast (2012)

### Produzioni
- Inoran - So (1997)
- Kukoo Da Baga Bonez & World - "Krush Ya Dreams" da Insane Psycho Home (2002)

### Remix
- Monday Michiru - "When I'm with You (DJ Krush Mix)" da Groovement (1994)
- k.d. lang - "Sexuality (DJ Krush Full Mix)" (1995)
- Roy Hargrove - "Roy Allan (DJ Krush Remix)" (1995)
- Naniwa Man - "L.O.V.E. '95 (DJ Krush Mix)" (1995)
- DJ Vadim - "Variations in U.S.S.R. (DJ Krush Remix)" da U.S.S.R. Reconstruction: Theories Explained (1997)
- Miki Nakatani - "Tengoku yori Yaban (DJ Krush Mix)" da Vague (1997)
- Sugizo - "Eternity in Luna" da Replicant Truth? (1997)
- Sugizo - "Spiritual Prayer" e "Shangri-la of the Europa" da Replicant Prayer (Remixes) (1997)
- Monday Michiru - "Givin' It (DJ Krush Remix)" da Adoption Agency (1999)
- Kodō - "Ibuki Reconstruction" da Sai-So (1999)
- Toshinobu Kubota - "Soul Bangin' (DJ Krush 80's Mix)" (1999)
- Boom Boom Satellites - "On the Painted Desert (DJ Krush Remix)" da On the Painted Desert - Rampant Colors (1999)
- Aco - "Aishu to Ballad (DJ Krush Remix)" da The Other Side of Absolute Ego (2000)
- Dragon Ash - "Deep Impact (DJ Krush Remix)" (2000)
- Nigo - "Something for the People (DJ Krush Remix)" (2000)
- Herbie Hancock - "The Essence (DJ Krush Main Mix)" (2001)
- Boredoms - Rebore, vol. 3 (2001)
- Tetsuya Komuro - "Blue Fantasy Remix" (2002)
- Akira Sakata - "Kaigarabushi (DJ Krush Remix)" (2002)
- Soulive - "Turn It Out (Remix)" (2003)
- Angelina - "Babybayboo (DJ Krush Remix)" (2003)

### Apparso nelle raccolte
- "Only the Strong Survive" e "A Whim" da The Story of Mo'Wax (1995)
- "Shin-Ki-Row" da Altered Beats: Assassin Knowledges of the Remanipulated (1996)
- "Ryu-Ki" da Offbeat: A Red Hot Soundtrip (1996)

### DVD
- Suimou Tsunenimasu (2007) (al momento solo in giappone)